# Alte Freiberger Burschenschaft Glückauf zu Clausthal
Die Alte Freiberger Burschenschaft Glückauf zu Clausthal (AFB! Glückauf) ist eine 1875 gegründete, fakultativ schlagende und farbentragende Studentenverbindung an der Technischen Universität Clausthal.
Der Bund gehört als Gründungsburschenschaft dem Dachverband Allgemeine Deutsche Burschenschaft und der Arbeitsgemeinschaft Dreieck an.

## Geschichte

### Vorgeschichte
Den Ursprung der Alten Freiberger Burschenschaft Glückauf zu Clausthal bildet der Akademische Verein „Glückauf“, der von acht Studenten an der Bergakademie Freiberg am 11. Oktober 1875 gegründet wurde. Der Verein war wissenschaftlich ausgerichtet, allgemeinbildend und diente der Pflege der Freundschaft zwischen den Mitgliedern. Kurz nach der Gründung wurde beschlossen, Couleur und ein Vereinsabzeichen zu tragen. Wegen dauernder Reibereien mit dem  Freiberger Senioren-Convent wurde die Bereitschaft zur unbedingten Satisfaktion mit Säbel und Glocke beschlossen. Als neue Vereinsfarben wurden schwarz-gold-schwarz bestimmt, und es wurde ein Vereinswappen mit dem Wappenspruch „Ein Mensch ohne Freund ist ein ärmlicher Wicht“, aus der dritten Strophe des Bundeslieds Es klingt ein Wort, kreiert.

### Die Zeit in Freiberg bis 1936
Am 24. Mai 1898 wurde der AV „Glückauf“ zur Burschenschaft und trat einem Zusammenschluss von Burschenschaften an Technischen Hochschulen bei. 1900 beantrage „Glückauf“, dass alle technischen Burschenschaften einen Gesamtverband gründen, um Streitereien zwischen den Burschenschaften über das Maturitätsprinzip zu beenden. In dem daraufhin gegründeten Rüdesheimer DC übernahm „Glückauf“ 1910 den Vorsitz. 1905 erhielt die Burschenschaft als erste Studentenverbindung in Freiberg ein eigenes Verbindungshaus.
1935 wurde der Bund im Zuge der Gleichschaltung gezwungenermaßen in den NSDStB überführt. Zusammen mit anderen Studentenverbindungen bildete man unter dem Druck der Nationalsozialisten die Kameradschaft Theodor Körner. Im Untergrund tagte die Aktivitas bis Januar 1937.
In beiden Weltkriegen fielen 20 Glückaufer.

### Die Zeit in Clausthal ab 1951
Nach dem Zweiten Weltkrieg gründeten 1950 dreißig in den Westzonen Deutschlands lebende Glückaufer den Verein „Alte Glückaufer“. Im selben Jahr wurde an der Bergakademie Clausthal der burschenschaftlich ausgerichtete Studentische Bund Leder gegründet. Mit diesem fusionierten die Glückaufer zur Alten Freiberger Burschenschaft Glückauf. Im Juni 1951 wurde der so entstandene neue Bund mit einer Aktivitas und einer Altherrenschaft unter Erlass der üblichen Probezeit in den Dachverband Deutsche Burschenschaft (DB) aufgenommen.
Nach dem Eintritt in die Arbeitsgemeinschaft Initiative Burschenschaftliche Zukunft, die von der befreundeten Burschenschaft Alemannia Stuttgart mitgegründet wurde, trat der Bund im Februar 2013 aus der DB aus, da man mit der Einstellung des Dachverbandes nicht mehr im Einklang war.
Die AFB! Glückauf gründete am 3. Oktober 2016 die Allgemeine Deutsche Burschenschaft mit.

## Couleur
Burschen tragen heute ein Band in den Bundesfarben schwarz-gold-rot mit goldener Perkussion. Füxe tragen das Burschenband des ehemaligen AV „Glückauf“, schwarz-gold-schwarz mit goldener Perkussion. Als Kopfcouleur wird eine karmesinrote Tellermütze mit roter Paspel sowie Bundesfarben mit goldener Perkussion getragen. Zum Vollwichs tragen die Glückaufer, statt der üblichen Pekesche, den Clausthaler Bergkittel.
Ab 1876 trugen Mitglieder des Akademischen Vereins „Glückauf“ weiße Tellermützen mit grünem Rand und goldener Perkussion.
1889 wurde beschlossen die Werbekraft des Vereins durch ein neues Wappen und neue Farben zu verbessern. In diesem Zuge wurden die alten Freiberger Bergmannsfarben schwarz-gold-schwarz gewählt, eine neue Vereinsfahne angeschafft und als neue einheitliche Kopfbedeckung ein schwarzer Seidenstürmer mit goldenem Schlägel und Eisen im Lorbeerkranz auf dem Deckel eingeführt.
1898 bekam der Bund zur Burschenschaftswerdung neurote Mützen, schwarz-gold-rot als Burschenband und führte die alten Burschenbänder als Fuxenbänder ein.
Zur Wiedergründung in Clausthal durften die Mitglieder des Bund Leder dessen Farben, die Sudetenfarben schwarz-rot-schwarz, weiterführen. Mit dem Eintritt der AFB! Glückauf in die DB wurden die heutigen Farben gewählt, die Farben des Bund Leder bleiben als Unterband des Zipfels auch heute noch bestehen.

## Verbindungshäuser

### Lindenhaus in Freiberg

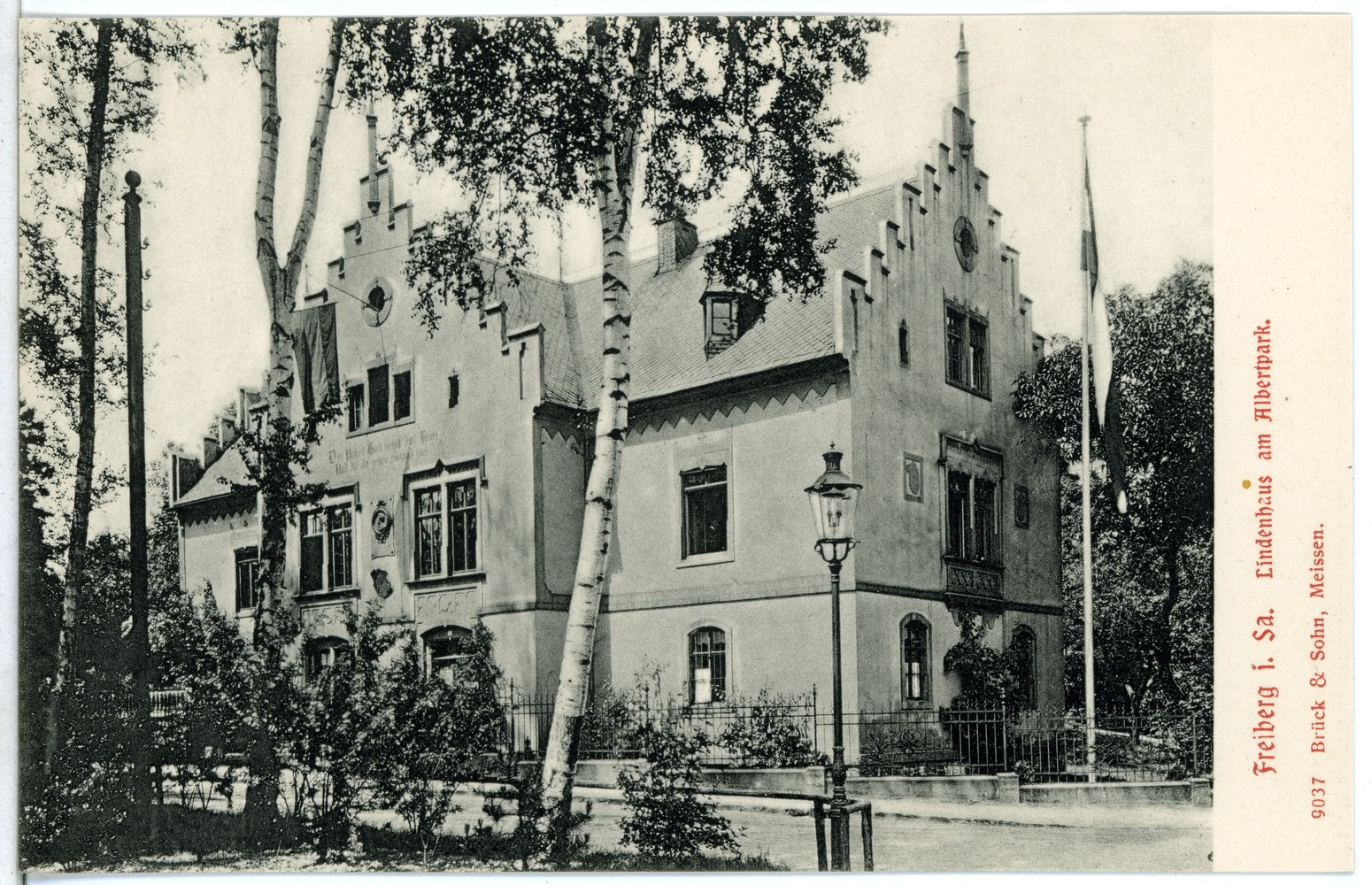
Lindenhaus am Albertpark in Freiberg

Als Freiberger Burschenschaft Glückauf kaufte der Bund 1905 das für Bernhard von Cotta errichtete Lindenhaus am Albertpark und war damit die erste Studentenverbindung mit eigenem Haus in Freiberg. Die Burschenschaft musste im Zuge der Auflösung unter Druck der NSDAP 1936 das Haus an die Stadt Freiberg verkaufen.

### Glückauferhaus in Clausthal

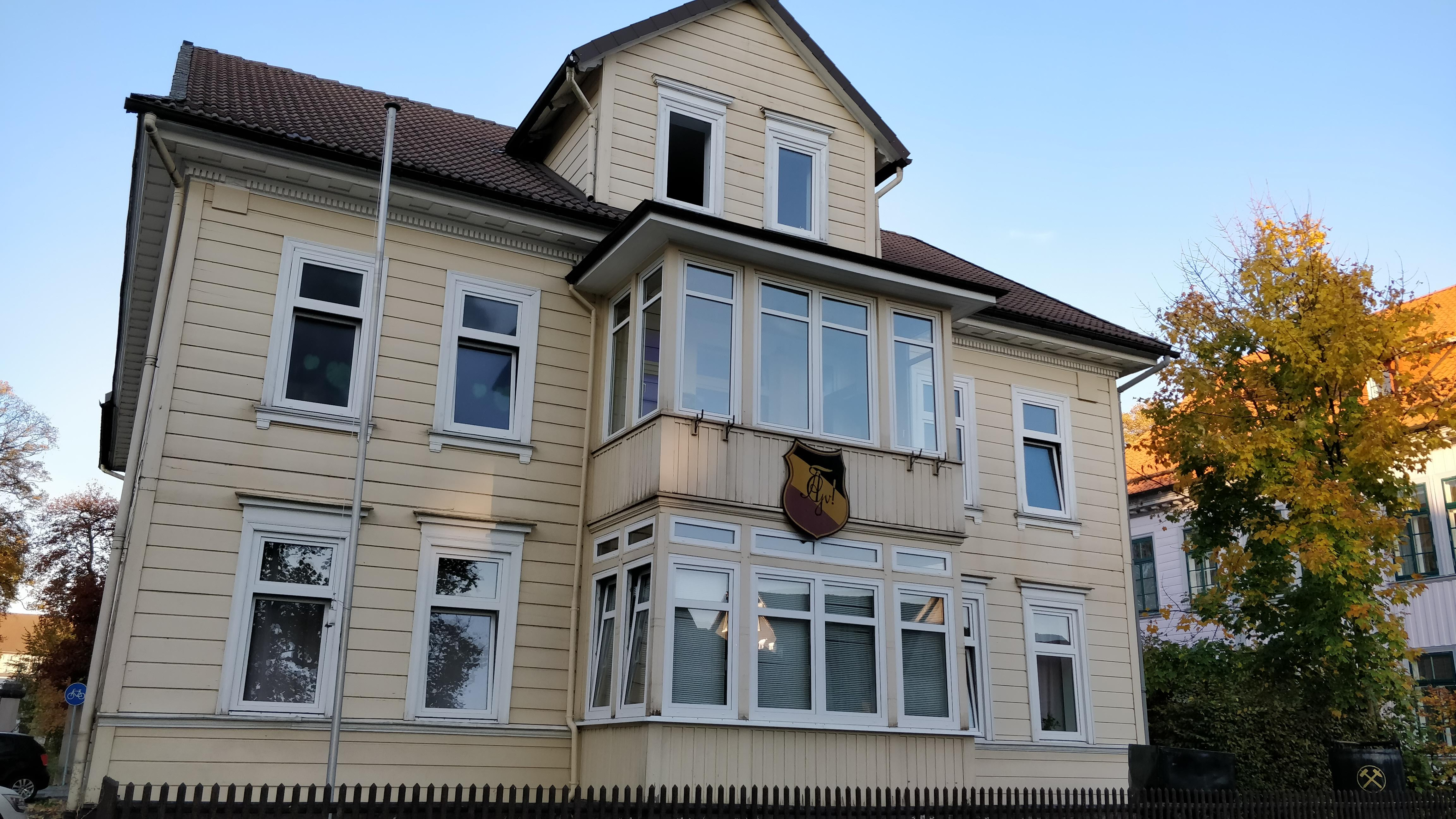
Glückauferhaus am Alten Friedhof in Clausthal

Das Haus ⊙ der AFB! Glückauf in Clausthal wurde 1845 erbaut, 1955 vom Bund gekauft und am 16. Juni 1956 eingeweiht. Zuvor hatten die Glückaufer eine Konstante auf dem Haus der Freien Burschenschaft Schlägel und Eisen.
Das Haus sollte zunächst in Anlehnung an den Namen des alten Hauses und die umgebende Flora Ulmenhaus getauft werden, dieser Vorschlag setzte sich aber nicht durch, weshalb das Haus heute einfach Glückauferhaus genannt wird.
Das Glückauferhaus liegt unterhalb des Alten Friedhofs von Clausthal in der Graupenstraße in der Nähe der Marktkirche.

## Verhältnisse zu anderen Burschenschaften
Zusammen mit der Burschenschaft Alemannia Stuttgart und der Aachen-Dresdner Burschenschaft Cheruscia bildet AFB! Glückauf die Arbeitsgemeinschaft Dreieck. Die Aktiven der drei Bünde bezeichnen sich als Bundesbrüder und Duzen sich („bundesbrüderliches Du“).
Die Verbindung hat ein Freundschaftsverhältnis mit der 1990 neugegründeten Freiberger Burschenschaft Glückauf.

## Bekannte Mitglieder
- Ferdinand Max Georgi (1854–1940), Geheimer Bergrat, Bergbaupionier und Direktor des Königlichen Steinkohlenwerks Zauckerode
- Wilhelm Focke († 1951), Bergdirektor, Grubenvorstand
- Julius Emil Knudsen (1856–1945), Norwegischer Bergbauingenieur
- Hans Schulze (1853–1892), Chemiker, Mineraloge und Hochschullehrer an der Universidad de Chile
- Albert Borchers (1864–1929), Berghauptmann
- Emil Heyn (1867–1922), Eisenhütteningenieur, Nestor der Metallkunde und der Metallographie. Ehrendoktor der Bergakademie Clausthal
- Hermann Eugen Müller (1877–1967), Bergbau- und Vermessungsingenieur. Wegbereiter der staatlichen Braunkohlen- und Energiewirtschaft in Sachsen
- Alois Stinglwagner (1887–1955), Ingenieur, Bergwerksdirektor und Politiker (BVP, CSU)
- Otfried Natau (* 1935), Institutsleiter für Bodenmechanik und Felsmechanik (bis 2003) am KIT, Träger des Bundesverdienstkreuzes am Bande

Mitgliederverzeichnis
- Willy Nolte (Hrsg.): Burschenschafter-Stammrolle. Verzeichnis der Mitglieder der Deutschen Burschenschaft nach dem Stande vom Sommer-Semester 1934. Berlin 1934. S. 1029.